# قشلاق پادارعیس خان
قشلاق پادارعیس خان یک روستا در ایران است که در استان اردبیل واقع شده‌است. قشلاق پادارعیس خان ۱۶ نفر جمعیت دارد.